# Box-Bundesliga
Die Box-Bundesliga ist, neben der deutschen Boxmeisterschaft, der höchste nationale Wettbewerb im olympischen Boxsport. Er wird jährlich ausgetragen. Der deutsche Rekordmeister seit der Wiedervereinigung ist der Velberter Boxclub.

## Modus
Es gibt das klassische Ligasystem mit Absteiger und Aufsteiger, den Modus mit einer Play-off-Runde, bei dem nach der regulären Saison die ersten vier bzw. zwei der Tabelle im K.-o.-System noch einmal gegeneinander antreten, sowie die Variante, dass die Teams in zwei Gruppen eingeteilt werden und die Gewinner der jeweiligen Gruppe in einem Finale gegeneinander kämpfen.
- Die höchste Liga ist die 1. Bundesliga, dort befinden sich fünf bis acht Teams.
- Die zweite Bundesliga hat vier bis zehn Clubs, hier wird nach Bedarf in zwei Gruppen eingeteilt, die jeweiligen Gewinner treten dann gegeneinander an.
- Die 3. Liga wird auch Oberliga genannt, diese Liga war bis in die 2010er-Jahre sehr gut ausgestattet mit vielen Clubs. Hier boxte man in drei bis vier Gruppen. Die Sieger boxten dann in einer Gewinnergruppe.
- Je nach Landesverband kann eine Regionalliga zustande kommen, die aber keinen festen Modus hat.

## Die Gewinner
| Saison    | Team                       |
| --------- | -------------------------- |
| 1990/91   | Schweriner SC              |
| 1991/92   | BR Brandenburg             |
| 1992/93   | BR Berlin                  |
| 1993/94   | BR Brandenburg             |
| 1994/95   | BR Brandenburg             |
| 1995/96   | BR Berlin                  |
| 1996/97   | Schweriner SC              |
| 1997/98   | Schweriner SC              |
| 1998/99   | 1. BC Magdeburg            |
| 1999/2000 | 1. BC Magdeburg            |
| 2000/01   | TSV Bayer 04 Leverkusen    |
| 2001/02   | TSV Bayer 04 Leverkusen    |
| 2002/03   | Velberter BC 1922          |
| 2003/04   | Velberter BC 1922          |
| 2004/05   | Velberter BC 1922          |
| 2005/06   | Velberter BC 1922          |
| 2006/07   | Velberter BC 1922          |
| 2007/08   | Velberter BC 1922          |
| 2008/09   | BR Hertha BSC              |
| 2009/10   | Velberter BC 1922          |
| 2010/11   | Velberter BC 1922          |
| 2011/12   | Velberter BC 1922          |
| 2012/13   | Velberter BC 1922          |
| 2013/14   | Velberter BC 1922          |
| 2014/15   | Nordhäuser SV              |
| 2015/16   | SV Motor Babelsberg        |
| 2016/17   | Nordhäuser SV              |
| 2017/18   | BSK Hannover Seelze        |
| 2018/19   | BC Traktor Schwerin        |
| 2019/20   | BC Traktor Schwerin        |
| 2020/21   | nicht ausgetragen (Corona) |
| 2021/22   | BC Traktor Schwerin        |
| 2022/23   | BC Traktor Schwerin        |
| 2023/24   | BC Traktor Schwerin        |
| 2024/25   | Boxclub Marburg            |

## Bekannte Boxer in der Bundesliga

### 1990/91
| Name                   | Land        | Gewicht   | Team                  | Wichtige Erfolge                                                                            |
| ---------------------- | ----------- | --------- | --------------------- | ------------------------------------------------------------------------------------------- |
| István Kovács          | Ungarn      | 51 kg     | BR Berlin             | Olympiasieger 1996, Weltmeister 1991, 1997, Profiweltmeister                                |
| Oktay Urkal            | Deutschland | 67 kg     | BR Berlin             | Militärweltmeister, WM-Dritter 1995                                                         |
| Bert Schenk            | Deutschland | 71 kg     | BR Berlin             | Silbermedaille World Cup 1994, EM-Dritter 1993                                              |
| Sven Ottke             | Deutschland | 75&81 kg  | BR Berlin             | Olympiateilnehmer 1988, 1992, 1996, Europameister 1991, 1996, Profiweltmeister              |
| Maik Heydeck           | Deutschland | +81 kg    | BR Berlin             | Olympiateilnehmer 1988, WM-Dritter 1989                                                     |
| Dieter Berg            | Deutschland | 54 kg     | Schweriner SC         | Europameister 1985, Olympiateilnehmer 1992                                                  |
| Andreas Tews           | Deutschland | 57 kg     | Schweriner SC         | Olympiasieger 1992                                                                          |
| Andreas Zülow          | Deutschland | 63,5 kg   | Schweriner SC         | Olympiasieger 1989, Vizeweltmeister 1989                                                    |
| Torsten Schmitz        | Deutschland | 75 kg     | Schweriner SC         | Vizeweltmeister 1989, WM-Dritter 1986, 1991, Vizeeuropameister 1991, Olympiateilnehmer 1988 |
| Sven Lange             | Deutschland | 81/+81 kg | Schweriner SC         | Europameister 1989                                                                          |
| Brian Nielsen          | Dänemark    | +81 kg    | Schweriner SC         | Olympiadritter 1992                                                                         |
| Emanuel Nsubuga        | Uganda      | 57 kg     | Sparta Flensburg      | Olympiateilnehmer 1988                                                                      |
| Patrick Lihanda        | Uganda      | 81 kg     | Sparta Flensburg      | Olympiateilnehmer 1984, 1988                                                                |
| Denis Holbeck Pederson | Dänemark    | 51 kg     | Sparta Flensburg      | Profieuropameister                                                                          |
| Enrico Berger          | Deutschland | 71 kg     | Sparta Flensburg      | Juniorenweltmeister 1989                                                                    |
| Jan Schwank            | Deutschland | 75 kg     | Sparta Flensburg      | Junioreneuropameister 1990                                                                  |
| Jan Quast              | Deutschland | 51 kg     | BSK Ahlen             | Olympiadritter 1992, EM-Dritter 1989                                                        |
| Andreas Otto           | Deutschland | 67 kg     | BSK Ahlen             | Vizeweltmeister 1989, 1991, Olympiateilnehmer 1988, 1992                                    |
| Norbert Nieroba        | Deutschland | 75 kg     | BSK Ahlen             | Olympiateilnehmer 1988, WM-Teilnehmer, Profiweltmeister                                     |
| Andreas Schnieders     | Deutschland | +81 kg    | BSK Ahlen             | Olympiateilnehmer 1988, Vizeeuropameister 1991                                              |
| Peter Gailer           | Deutschland | 54 kg     | CSC Frankfurt/M       | EM-Teilnehmer                                                                               |
| Serafim Todorow        | Bulgarien   | 57 kg     | CSC Frankfurt/M       | Weltmeister 1991, 1993, 1995, Olympiazweiter 1996, Europameister                            |
| Alexander Künzler      | Deutschland | 71 kg     | CSC Frankfurt/M       | Olympiateilnehmer 1984, 1988                                                                |
| Enrico Richter         | Deutschland | 75 kg     | CSC Frankfurt/M       | Vizeweltmeister 1986, Europameister 1987                                                    |
| Ulli Kaden             | Deutschland | +81 kg    | CSC Frankfurt/M       | Europameister 1987, 1989, Olympiateilnehmer 1988                                            |
| Falk Huste             | Deutschland | 57 kg     | BR Brandenburg        | Weltcupsieger 1994, Olympiateilnehmer 1996, 2000, Vizeweltmeister 1997                      |
| Marco Rudolph          | Deutschland | 60 kg     | BR Brandenburg        | Weltmeister 1991, Olympiazweiter 1992, WM-Dritter 1995                                      |
| Diego Drumm            | Deutschland | 63,5 kg   | BR Brandenburg        | Olympiateilnehmer 1988                                                                      |
| Torsten May            | Deutschland | 81 kg     | BR Brandenburg        | Weltmeister 1991, Olympiasieger 1992                                                        |
| René Breitbarth        | Deutschland | 57 kg     | TSV Bayer 04          | Vizeweltmeister 1986, Europameister 1985                                                    |
| Richard Nowakowski     | Deutschland | 60 kg     | TSV Bayer 04          | Olympiazweiter 1976, Olympiadritter 1980, Europameister 1977, 1981                          |
| Michael Löwe           | Rumänien    | 71 kg     | TSV Bayer 04          | Profiweltmeister                                                                            |
| Dariusz Michalczewski  | Polen       | 81 kg     | TSV Bayer 04          | Europameister 1991, Profiweltmeister                                                        |
| Arnold Vanderlyde      | Niederlande | +81 kg    | TSV Bayer 04          | Olympiadritter 1984, 1988, 1992, Vizeweltmeister 1986, 1991, Europameister 1987, 1989, 1991 |
| Myrko Schade           | Deutschland | 51 kg     | BC Gelsenkirchen-Erle | Europa- und Weltmeisterschaftsteilnehmer 1997/98                                            |
| Rashad Abdelgaffar     | Deutschland | 63,5 kg   | BC Gelsenkirchen-Erle | Europameisterschaftsteilnehmer                                                              |
| René Suetovius         | Deutschland | 81 kg     | BC Gelsenkirchen-Erle | Olympia-, Welt- und Europameisterschaftsteilnehmer                                          |
| Bert Teuchert          | Deutschland | +81 kg    | BC Gelsenkirchen-Erle | EM- und WM-Dritter 1989, Olympiateilnehmer 1992                                             |

### 1991/92
| Name                | Land             | Gewicht | Team                | Wichtige Erfolge                                                                                |
| ------------------- | ---------------- | ------- | ------------------- | ----------------------------------------------------------------------------------------------- |
| Anatoli Filippow    | Russland/UdSSR   | 51 kg   | Schweriner SC       | Olympiateilnehmer 1992                                                                          |
| Andreas Tews        | Deutschland      | 57 kg   | Schweriner SC       | Olympiasieger 1992, Olympiazweiter 1988, EM-Dritter 1991                                        |
| Heiko Hinz          | Deutschland      | 60 kg   | Schweriner SC       | EM-Teilnehmer 1987, WM-Teilnehmer 1993                                                          |
| Andreas Zülow       | Deutschland      | 63,5 kg | Schweriner SC       | Olympiasieger 1988, Vizeweltmeister 1989                                                        |
| Torsten Schmitz     | Deutschland      | 71 kg   | Schweriner SC       | Olympiateilnehmer 1988, Vizeweltmeister 1989, WM-Dritter 1986, 1991, Vizeeuropameister 1991,    |
| Andrei Kurnjawka    | Russland/UdSSR   | 81 kg   | Schweriner SC       | Weltmeister 1989, Vizeweltmeister 1991, Olympiateilnehmer 1996, EM-Dritter 1989                 |
| Jewgeni Beloussow   | Russland/UdSSR   | +81 kg  | Schweriner SC       | Europameister 1991, Goodwill-Games-Sieger 1990, WM-Dritter 1991, 1993                           |
| Myrko Schade        | Deutschland      | 51 kg   | BR Brandenburg      | WM-Fünfter 1993 & 1997, EM-Fünfter 1998, World Cup Teilnehmer 1994                              |
| Rico Kubat          | Deutschland      | 54 kg   | BR Brandenburg      | Vizeeuropameister 1993, Vizejunioreneuropameister 1989, World-Cup-Sieger 1990                   |
| Falk Huste          | Deutschland      | 57 kg   | BR Brandenburg      | World-Cup-Sieger 1994, WM-Dritter 1995, Vizeweltmeister 1997, Olympiateilnehmer 1996, 2000      |
| Marco Rudolph       | Deutschland      | 60 kg   | BR Brandenburg      | Weltmeister 1991, Olympiazweiter 1992, World-Cup-Sieger 1994                                    |
| Nariman Atayev      | Usbekistan/UdSSR | 67 kg   | BR Brandenburg      | World-Cup-Sieger 1994, Asienmeister 1995, World-Cup-Dritter 1998                                |
| Dirk Eigenbrodt     | Deutschland      | 75 kg   | BR Brandenburg      | Europameister 1993, WM-Dritter 1997, WM-Fünfter 1995                                            |
| Torsten May         | Deutschland      | 81 kg   | BR Brandenburg      | Weltmeister 1991, Olympiasieger 1992                                                            |
| Iwajlo Marinow      | Bulgarien        | 51 kg   | BSK Ahlen           | Olympiasieger 1988, Olympiadritter 1980, Weltmeister 1982, Europameister 1981, 1983, 1989, 1991 |
| Aleksandar Christow | Bulgarien        | 54 kg   | BSK Ahlen           | Weltmeister 1993, Olympiazweiter 1988, Europameister 1987                                       |
| Kirkor Kirkorow     | Bulgarien        | 57 kg   | BSK Ahlen           | Weltmeister 1991, Europameister 1989, Vizeweltmeister 1989                                      |
| Jörg Kastner        | Deutschland      | 63,5 kg | BSK Ahlen           | EM-Teilnehmer 1989                                                                              |
| Andreas Otto        | Deutschland      | 67 kg   | BSK Ahlen           | Vizeweltmeister 1989, 1991, WM-Dritter 1993, 1995, Olympiateilnehmer 1988, 1992                 |
| Norbert Nieroba     | Deutschland      | 75 kg   | BSK Ahlen           | Olympiateilnehmer 1988, WM-Fünfter 1986, Profiweltmeister                                       |
| Andreas Schnieders  | Deutschland      | +81 kg  | BSK Ahlen           | Olympiafünfter 1988, Vizeeuropameister 1991                                                     |
| István Kovács       | Ungarn           | 51 kg   | BR Berlin           | Olympiasieger 1996, Weltmeister 1991, Profiweltmeister                                          |
| Daniel Prosch       | Deutschland      | 54 kg   | BR Berlin           | EM-Teilnehmer 1993                                                                              |
| Oktay Urkal         | Deutschland      | 67 kg   | BR Berlin           | Olympiazweiter 1996, WM-Dritter 1993, 1995, Vizeeuropameister 1993, Europameister 1996          |
| Bert Schenk         | Deutschland      | 71 kg   | BR Berlin           | World-Cup-Zweiter 1994, World-Cup-Dritter 1990, EM-Dritter 1993                                 |
| Sven Ottke          | Deutschland      | 75 kg   | BR Berlin           | Europameister 1991, 1996, WM-Dritter 1989, Olympiateilnehmer 1988, 1992, 1996                   |
| Željko Mavrović     | Kroatien         | +81 kg  | BR Berlin           | Olympiateilnehmer 1988, 1992, WM-Fünfter 1989, Mittelmeerspielesieger 1991, Profieuropameister  |
| Róbert Isaszegi     | Ungarn           | 51 kg   | CSC Frankfurt       | Olympiadritter 1988, EM-Dritter 1985, Vizeeuropameister 1989, Goodwill-Games-Dritter            |
| Daniel Petrow       | Bulgarien        | 54 kg   | CSC Frankfurt       | Olympiasieger 1996, Weltmeister 1995, Europameister 1993 & 1996                                 |
| Serafim Todorow     | Bulgarien        | 57 kg   | CSC Frankfurt       | Weltmeister 1991, 1993, 1995, Vizeweltmeister 1989, Europameister 1989, 1991, 1993              |
| Lóránt Szabó        | Ungarn           | 63,5 kg | CSC Frankfurt       | Olympiateilnehmer 1988                                                                          |
| Enrico Richter      | Deutschland      | 75 kg   | CSC Frankfurt       | Vizeweltmeister 1986, Europameister 1987, World-Cup-Sieger 1987                                 |
| Willi Fischer       | Deutschland      | +81 kg  | CSC Frankfurt       | Olympiafünfter 1992, World-Cup-Dritter 1994                                                     |
| Enrico Berger       | Deutschland      | 71 kg   | Sparta Flensburg    | Juniorenweltmeister 1989                                                                        |
| Jan Schwank         | Deutschland      | 75 kg   | Sparta Flensburg    | Junioreneuropameister 1990                                                                      |
| Swilen Rusinow      | Bulgarien        | +81 kg  | Sparta Flensburg    | Olympiadritter 1992, Vizeweltmeister 1991, 1993, Europameister 1993, dreifacher EM-Dritter      |
| Jan Quast           | Deutschland      | 51 kg   | Bayer 04 Leverkusen | Olympiadritter 1992, EM-Dritter 1989, mehrfacher WM-Teilnehmer                                  |
| Tyson Gay           | Deutschland      | 57 kg   | Bayer 04 Leverkusen | Olympiateilnehmer 1996                                                                          |
| Jörg Heidenreich    | Deutschland      | 63,5 kg | Bayer 04 Leverkusen | WM-Teilnehmer 1989                                                                              |
| Orhan Delibaş       | Niederlande      | 71 kg   | Bayer 04 Leverkusen | Olympiazweiter 1992, Vizeeuropameister 1993                                                     |
| Raymond Joval       | Niederlande      | 75 kg   | Bayer 04 Leverkusen | WM-Dritter 1993, Olympiateilnehmer 1992                                                         |
| Arnold Vanderlyde   | Niederlande      | +81 kg  | Bayer 04 Leverkusen | Olympiadritter 1984, 1988, 1992, Vizeweltmeister 1986, 1991, Europameister 1987, 1989, 1991     |

### 1992/93
| Name                    | Land        | Gewicht | Team                | Wichtige Erfolge |
| ----------------------- | ----------- | ------- | ------------------- | --- |
| Dieter Berg             | Deutschland | 54 kg   | Schweriner SC       | Europameister 1985, Olympiateilnehmer 1992                                                                                  |
| Andreas Tews            | Deutschland | 57 kg   | Schweriner SC       | Olympiasieger 1992, Olympiazweiter 1988, EM-Dritter 1991                                                                    |
| Heiko Hinz              | Deutschland | 60 kg   | Schweriner SC       | EM-Teilnehmer 1987, WM-Teilnehmer 1993                                                                                      |
| Andreas Zülow           | Deutschland | 63,5 kg | Schweriner SC       | Olympiasieger 1988, Vizeweltmeister 1989, Olympiateilnehmer 1992                                                            |
| Vitalijus Karpačiauskas | Litauen     | 67 kg   | Schweriner SC       | Europameister 1993, Vizeweltmeister 1993, WM-Dritter 1995, Olympiateilnehmer 1992, 1996                                     |
| Torsten Schmitz         | Deutschland | 75 kg   | Schweriner SC       | Friendship-Games-Sieger 1984, Vizeweltmeister 1989, Vizeeuropameister 1991, WM-Dritter 1986, 1991                           |
| Gytis Juškevičius       | Litauen     | +81 kg  | Schweriner SC       | Olympiateilnehmer 1992, EM-Fünfter 1993, WM-Teilnehmer                                                                      |
| Myrko Schade            | Deutschland | 51 kg   | BR Brandenburg      | WM-Fünfter 1993 & 1997, EM-Fünfter 1998, World Cup Teilnehmer 1994                                                          |
| Falk Huste              | Deutschland | 57 kg   | BR Brandenburg      | World-Cup-Sieger 1994, WM-Dritter 1995, Vizeweltmeister 1997, Olympiateilnehmer 1996 & 2000                                 |
| Frank Sygmund           | Deutschland | 57 kg   | BR Brandenburg      | EM-Fünfter 1993 |
| Marco Rudolph           | Deutschland | 63,5 kg | BR Brandenburg      | Weltmeister 1991, Olympiazweiter 1992, World-Cup-Sieger 1994                                                                |
| Dirk Eigenbrodt         | Deutschland | 75 kg   | BR Brandenburg      | Europameister 1993, WM-Dritter 1997, WM-Fünfter 1995                                                                        |
| Torsten May             | Deutschland | 81 kg   | BR Brandenburg      | Olympiasieger 1992, Weltmeister 1991, WM-Teilnehmer 1993                                                                    |
| Enrico Berger           | Deutschland | 71 kg   | Sparta Flensburg    | Juniorenweltmeister 1989 |
| Jan Schwank             | Deutschland | 75 kg   | Sparta Flensburg    | Junioreneuropameister 1990                                                                                                  |
| Swilen Rusinow          | Bulgarien   | +81 kg  | Sparta Flensburg    | Olympiadritter 1992, Vizeweltmeister 1991, 1993, Europameister 1993, dreifacher Bronzemedaillengewinner Europameisterschaft |
| Gunnar Lexow            | Deutschland | 54 kg   | SV Halle            | Deutscher Meister 1990, TSC Turnier Teilnehmer                                                                              |
| Artur Grigoryan         | Usbekistan  | 60 kg   | SV Halle            | Vizeweltmeister 1991, Olympiateilnehmer 1992, Profiweltmeister                                                              |
| Dirk Dzemski            | Deutschland | 67 kg   | SV Halle            | Goodwill-Games-Dritter 1994                                                                                                 |
| Jan Quast               | Deutschland | 51 kg   | Bayer 04 Leverkusen | Olympiadritter 1992, EM-Dritter 1989                                                                                        |
| Rico Kubat              | Deutschland | 54 kg   | Bayer 04 Leverkusen | World-Cup-Sieger 1990, Vizeeuropameister 1993                                                                               |
| Tyson Gay               | Jamaika     | 57 kg   | Bayer 04 Leverkusen | Olympiateilnehmer 1996 |
| Jörg Heidenreich        | Deutschland | 63,5 kg | Bayer 04 Leverkusen | WM-Teilnehmer 1989 |
| René Breitbarth         | Deutschland | +81 kg  | Bayer 04 Leverkusen | Deutscher Meister, Chemiepokalteilnahme, Verwandter von René Breitbarth                                                     |
| István Kovács           | Ungarn      | 54 kg   | BR Berlin           | Olympiasieger 1996, Weltmeister 1991, Profiweltmeister                                                                      |
| Dirk Krüger             | Deutschland | 57 kg   | BR Berlin           | WM-Dritter 1995, Militärweltmeister 1998, WM-Teilnehmer 1993, 1999, World-Cup-Dritter 1994                                  |
| Oktay Urkal             | Deutschland | 63,5 kg | BR Berlin           | Olympiazweiter 1996, WM-Dritter 1993, 1995, Vizeeuropameister 1993, Europameister 1996                                      |
| Bert Schenk             | Deutschland | 71 kg   | BR Berlin           | World-Cup-Zweiter 1994, World-Cup-Dritter 1990, EM-Dritter 1993                                                             |
| Sven Ottke              | Deutschland | 81 kg   | BR Berlin           | Europameister 1991, 1996, WM-Dritter 1989, Olympiateilnehmer 1988, 1992, 1996                                               |
| Andreas Schnieders      | Deutschland | +81 kg  | BR Berlin           | Olympiafünfter 1988, Vizeeuropameister 1991                                                                                 |
| Richard Igbineghu       | Nigeria     | +81 kg  | BR Berlin           | Olympiazweiter 1992, Vizemilitärweltmeister 1991                                                                            |

### 1993/94
| Name              | Land        | Gewicht | Team                | Wichtige Erfolge                                                                            |
| ----------------- | ----------- | ------- | ------------------- | ------------------------------------------------------------------------------------------- |
| Rene Schultz      | Deutschland | 51 kg   | Schweriner SC       | Goodwill-Games-Dritter 1994, AIBA Challenge Match 2. Platz, Junioren-WM-Dritter 1992        |
| Dieter Berg       | Deutschland | 54 kg   | Schweriner SC       | Europameister 1985, Olympiateilnehmer 1992, World-Cup-Zweiter 1985                          |
| Heiko Hinz        | Deutschland | 60 kg   | Schweriner SC       | EM-Teilnehmer 1989, WM-Teilnehmer 1993, Chemiepokalsieger                                   |
| Andreas Zülow     | Deutschland | 63,5 kg | Schweriner SC       | Olympiasieger 1988, Vizeweltmeister 1989, Olympiateilnehmer 1992,                           |
| Wilko Saeger      | Deutschland | 71 kg   | Schweriner SC       | Chemiepokaldritter                                                                          |
| Wolfram Schmidt   | Deutschland | 75 kg   | Schweriner SC       | TSC-Turnier-Teilnahme                                                                       |
| Zoltan Lunka      | Österreich  | 51 kg   | SV Halle            | Weltmeister 1995, Vizejunioreneuropameister, Olympiabronze 1996                             |
| Frank Sygmund     | Deutschland | 57 kg   | SV Halle            | EM-Fünfter 1993                                                                             |
| Artur Grigoryan   | Usbekistan  | 63,5 kg | SV Halle            | Vizeweltmeister 1991, Olympiateilnehmer 1992, Chemiepokalsieger                             |
| Dirk Dzemski      | Deutschland | 67 kg   | SV Halle            | Goodwill-Games-Dritter, Chemiepokalzweiter                                                  |
| Oliver Knabe      | Deutschland | 75 kg   | SV Halle            | Vizejunioreneuropameister 1992, Junioren-WM-Dritter 1992                                    |
| Jesper Jensen     | Dänemark    | 51 kg   | Sparta Flensburg    | Olympiateilnehmer 1992                                                                      |
| Enrico Berger     | Deutschland | 71 kg   | Sparta Flensburg    | Chemiepokalzweiter, Juniorenweltmeister                                                     |
| Jan Schwank       | Deutschland | 75 kg   | Sparta Flensburg    | Chemiepokal-Teilnehmer, Junioreneuropameister                                               |
| Jan Quast         | Deutschland | 51 kg   | Bayer 04 Leverkusen | Olympiadritter 1992, EM-Dritter 1989, WM-Teilnehmer 1989, 1991, 1993, 1995, 1997            |
| Rico Kubat        | Deutschland | 54 kg   | Bayer 04 Leverkusen | World-Cup-Sieger 1990, Vizeeuropameister 1993                                               |
| Daniel Prosch     | Deutschland | 57 kg   | Bayer 04 Leverkusen | EM-Teilnehmer 1993,                                                                         |
| Serafim Todorow   | Bulgarien   | 60 kg   | Bayer 04 Leverkusen | Weltmeister 1991, 1993, 1995, Vizeweltmeister 1989, Europameister 1989, 1991, 1993          |
| Jörg Heidenreich  | Deutschland | 63,5 kg | Bayer 04 Leverkusen | WM-Teilnehmer 1989                                                                          |
| Michael Kreitz    | Deutschland | +81 kg  | Bayer 04 Leverkusen | EM-Teilnehmer 1993,                                                                         |
| René Breitbarth   | Deutschland | +81 kg  | Bayer 04 Leverkusen | Deutscher Meister, Chemiepokalteilnahme, Verwandter von René Breitbarth                     |
| Wladislaw Antonow | Russland    | 54 kg   | BR Brandenburg      | WM-Dritter 1991, 1993, Goodwill-Games-Sieger 1994, Olympiateilnehmer 1992                   |
| Falk Huste        | Deutschland | 57 kg   | BR Brandenburg      | World-Cup-Sieger 1994, WM-Dritter 1995, Vizeweltmeister 1997, Olympiateilnehmer 1996 & 2000 |
| Marco Rudolph     | Deutschland | 60 kg   | BR Brandenburg      | Weltmeister 1991, Olympiazweiter 1992, World-Cup-Sieger 1994                                |
| Andreas Otto      | Deutschland | 67 kg   | BR Brandenburg      | Vizeweltmeister 1989, 1991, WM-Dritter 1993, 1995, Olympiateilnehmer 1988, 1992             |
| Dirk Eigenbrodt   | Deutschland | 75 kg   | BR Brandenburg      | Europameister 1993, WM-Dritter 1997, WM-Fünfter 1995,                                       |
| Sven Ottke        | Deutschland | 81 kg   | BR Brandenburg      | Europameister 1991, 1996, WM-Dritter 1989, Olympiateilnehmer 1988, 1992, 1996               |
| Willi Fischer     | Deutschland | +81 kg  | BR Brandenburg      | Olympiafünfter 1992, World-Cup-Dritter 1994                                                 |

### 1994/95
| Name                | Land        | Gewicht | Team             | Wichtige Erfolge                                                                                 |
| ------------------- | ----------- | ------- | ---------------- | ------------------------------------------------------------------------------------------------ |
| Serafim Todorow     | Bulgarien   | 57 kg   | Schweriner SC    | Weltmeister 1991, 1993, 1995, Vizeweltmeister 1989, dreifacher Europameister, Olympiazweiter     |
| Heiko Hinz          | Deutschland | 60 kg   | Schweriner SC    | EM-Teilnehmer 1989, WM-Teilnehmer 1993, Chemiepokalsieger                                        |
| Andreas Zülow       | Deutschland | 63,5 kg | Schweriner SC    | Olympiasieger 1988, Vizeweltmeister 1989, WM-Dritter 1986, Vizeeuropameister 1991                |
| Enrico Thormann     | Deutschland | 67 kg   | Schweriner SC    | WM-Teilnehmer 1997, Junioren-EM Silber                                                           |
| Zoltan Lunka        | Deutschland | 51 kg   | SV Halle         | Weltmeister 1995, Olympiabronze 1996, Vizejunioreneuropameister,                                 |
| Aleksandar Christow | Bulgarien   | 54 kg   | SV Halle         | Weltmeister 1993, World-Cup-Sieger 1994, Olympiazweiter 1988, Europameister 1987                 |
| Steven Küchler      | Deutschland | 63,5 kg | SV Halle         | Militärweltmeister 1995, 1998, mehrfach EM und WM-Teilnehmer, Olympiafünfter 2000                |
| Magomed Schaburow   | Deutschland | 67 kg   | SV Halle         | Junioreneuropameister 1988,                                                                      |
| Dirk Dzemski        | Deutschland | 71 kg   | SV Halle         | Goodwill-Games-Dritter, Chemiepokalzweiter                                                       |
| Harald Geissler     | Deutschland | 81 kg   | SV Halle         | Militärweltmeister 1998, Militär-WM-Dritter 1994, EM-Fünfter 1998, WM-Teilnehmer 1999            |
| Vardan Zakarjan     | Deutschland | 51 kg   | Sparta Flensburg | Olympiateilnehmer 2000, WM-Fünfter 2001, EM-Fünfter 2000                                         |
| Daniel Prosch       | Deutschland | 57 kg   | Sparta Flensburg | EM-Teilnehmer 1993,                                                                              |
| Lutz Brors          | Deutschland | 67 kg   | Sparta Flensburg | Juniorenweltmeister 1992,                                                                        |
| Enrico Berger       | Deutschland | 75 kg   | Sparta Flensburg | Chemiepokalzweiter, Juniorenweltmeister                                                          |
| Michael Kreitz      | Deutschland | +81 kg  | Sparta Flensburg | EM-Teilnehmer 1993,                                                                              |
| Rene Schultz        | Deutschland | 51 kg   | BR Berlin        | Goodwill-Games-Dritter 1994, AIBA Challenge Match 2. Platz, Junioren-WM-Dritter 1992             |
| Dirk Krüger         | Deutschland | 54 kg   | BR Berlin        | WM-Dritter 1995, Militärweltmeister 1998, WM-Teilnehmer 1993, 1999, World-Cup-Dritter 1994       |
| Kay Huste           | Deutschland | 60 kg   | BR Berlin        | Europameister 1998, Militärweltmeister 1998, WM-Fünfter 1997, Olympiateilnehmer 2000             |
| Oktay Urkal         | Deutschland | 63,5 kg | BR Berlin        | Olympiazweiter 1996, WM-Dritter 1993, 1995, Vizeeuropameister 1993, Europameister 1996           |
| Markus Beyer        | Deutschland | 71 kg   | BR Berlin        | Olympiateilnehmer 1992, 1996, Vizeeuropameister 1996, WM-Dritter 1995, WM-Teilnehmer 1993        |
| Bert Schenk         | Deutschland | 75 kg   | BR Berlin        | World-Cup-Zweiter 1994, World-Cup-Dritter 1990, EM-Dritter 1993                                  |
| Thomas Ulrich       | Deutschland | 81 kg   | BR Berlin        | Olympiabronze 1996, Bronze WM 1995, Vizejuniorenweltmeister 1992                                 |
| René Monse          | Deutschland | +81 kg  | BR Berlin        | World-Cup-Zweiter 1994, Bronze WM 95 & EM 96, Olympiateilnehmer,                                 |
| Myrko Schade        | Deutschland | 51 kg   | BR Brandenburg   | WM-Fünfter 1993, 1997, EM-Fünfter 1998, World-Cup-Teilnehmer 1994                                |
| Jan Quast           | Deutschland | 51 kg   | BR Brandenburg   | Olympiabronze 1992, EM-Dritter 1989, WM-Teilnehmer 1989, 1991, 1993, 1995, 1997                  |
| Falk Huste          | Deutschland | 57 kg   | BR Brandenburg   | World-Cup-Sieger 1994, Vizeweltmeister 1997, WM-Dritter 1995, Olympiateilnehmer 1996, 2000       |
| Marco Rudolph       | Deutschland | 60 kg   | BR Brandenburg   | Weltmeister 1991, World-Cup-Sieger 1994, Olympiazweiter 1992, WM-Dritter 1995                    |
| Andreas Otto        | Deutschland | 67 kg   | BR Brandenburg   | Silber WM 1989, 1991, Bronze WM, 1993, 1995, Olympiateilnehmer 1988, 1992, EM-Dritter 1989, 1991 |
| Mario Veit          | Deutschland | 71 kg   | BR Brandenburg   | World-Cup-Fünfter 1994, Chemiepokalsieger                                                        |
| Dirk Eigenbrodt     | Deutschland | 75 kg   | BR Brandenburg   | Europameister 1993, WM-Dritter 1997, WM-Fünfter 1995                                             |
| Sven Ottke          | Deutschland | 81 kg   | BR Brandenburg   | Europameister 1991, 1996, WM-Dritter 1989, Olympiateilnehmer 1988, 1992, 1996                    |
| Willi Fischer       | Deutschland | +81 kg  | BR Brandenburg   | Olympiafünfter 1992, World-Cup-Dritter 1994                                                      |

## Kader der Siegermannschaften

### 1990/91
| Gewicht | Name             | Heimatverein  |
| ------- | ---------------- | ------------- |
| 51 kg   | Jens Meukow      | Schweriner SC |
| 51 kg   | Maik Lange       | Schweriner SC |
| 54 kg   | Andreas Tews     | Schweriner SC |
| 54 kg   | Andre Schultz    | Schweriner SC |
| 54 kg   | Dieter Berg      | Schweriner SC |
| 57 kg   | Heiko Hinz       | Schweriner SC |
| 60 kg   | Jens Heichel     | Schweriner SC |
| 63,5 kg | Andreas Zülow    | Schweriner SC |
| 63,5 kg | Mike Stegemann   | Schweriner SC |
| 67 kg   | Wilko Saeger     | Schweriner SC |
| 67 kg   | Frank Kleinsorg  | Schweriner SC |
| 71 kg   | Wolfram Schmidt  | Schweriner SC |
| 75 kg   | Torsten Schmitz  | Schweriner SC |
| 81 kg   | Torsten Bengtson | Schweriner SC |
| 81 kg   | Wolf Preiss      | Schweriner SC |
| +81 kg  | Sven Lange       | Schweriner SC |
| +81 kg  | Brian Nielsen    | Dänemark      |

### 1991/92
| Gewicht | Name             | Heimatverein       |
| ------- | ---------------- | ------------------ |
| 51 kg   | Myrko Schade     | BC Cottbus         |
| 51 kg   | Enrico Weigler   | BC Cottbus         |
| 54 kg   | Rico Kubat       | BC Cottbus         |
| 54 kg   | Steffen Thiel    | BC Cottbus         |
| 54 kg   | Kay Pielert      | BC Cottbus         |
| 57 kg   | Frank Sygmund    | MBV Frankfurt/Oder |
| 57 kg   | Falk Huste       | MBV Frankfurt/Oder |
| 60 kg   | Sven Platzack    | BC Cottbus         |
| 63,5 kg | Daniel Polenz    | MBV Frankfurt/Oder |
| 63,5 kg | Marco Rudolph    | BC Cottbus         |
| 67 kg   | Nariman Atayev   | Uzbekistan/UdSSR   |
| 67 kg   | Mario Veit       | BC Cottbus         |
| 71 kg   | Marcel Bellack   | MBV Frankfurt/Oder |
| 75 kg   | Adam Tilo        | MBV Frankfurt/Oder |
| 75 kg   | Dirk Eigenbrodt  | MBV Frankfurt/Oder |
| 81 kg   | Torsten May      | MBV Frankfurt/Oder |
| +81 kg  | Josef Wlodarczyk | Polen              |

### 1992/93
| Gewicht | Name                 | Heimatverein  |
| ------- | -------------------- | ------------- |
| 51 kg   | Rene Schultz         | SC Berlin     |
| 54 kg   | István Kovács        | Ungarn        |
| 57 kg   | Dirk Krüger          | Berliner TSC  |
| 60 kg   | Nadir Kurt           | Neuköllner SF |
| 63,5 kg | Oktay Urkal          | Neuköllner SF |
| 67 kg   | Andrey Tschebotarjew | Russland      |
| 71 kg   | Jens Hildebrandt     | Berliner TSC  |
| 75 kg   | Bert Schenk          | Berliner TSC  |
| 81 kg   | Sven Ottke           | Spandauer BC  |
| +81 kg  | Richard Igbineghu    | Nigeria       |
| +81 kg  | Andreas Schnieders   | VfB Oldenburg |

### 1993/94
| Gewicht | Name              | Heimatverein       |
| ------- | ----------------- | ------------------ |
| 51 kg   | Myrko Schade      | BC Cottbus         |
| 51 kg   | Guido Grunnert    | BC Cottbus         |
| 54 kg   | Wladislaw Antonow | Russland           |
| 57 kg   | Falk Huste        | BR Frankfurt/Oder  |
| 60 kg   | Marco Rudolph     | BC Cottbus         |
| 63,5 kg | Oliver Jentsch    | BC Cottbus         |
| 67 kg   | Andreas Otto      | BSK Ahlen          |
| 71 kg   | Marcel Bellack    | BR Frankfurt/Oder  |
| 75 kg   | Dirk Eigenbrodt   | BR Frankfurt/Oder  |
| 81 kg   | Sven Ottke        | Karlsruher SC      |
| +81 kg  | Willi Fischer     | CSC Frankfurt/Main |

### 1994/95
| Gewicht | Name            | Heimatverein       |
| ------- | --------------- | ------------------ |
| 51 kg   | Myrko Schade    | BC Cottbus         |
| 51 kg   | Jan Quast       | BR Frankfurt/Oder  |
| 54 kg   | Huben Michailov | Bulgarien          |
| 57 kg   | Falk Huste      | BR Frankfurt/Oder  |
| 60 kg   | Marco Rudolph   | BC Cottbus         |
| 63,5 kg | Frank Sygmund   | BR Frankfurt/Oder  |
| 67 kg   | Andreas Otto    | BR Frankfurt/Oder  |
| 71 kg   | Mario Veit      | BC Cottbus         |
| 75 kg   | Dirk Eigenbrodt | BR Frankfurt/Oder  |
| 81 kg   | Sven Ottke      | Karlsruher SC      |
| +81 kg  | Willi Fischer   | CSC Frankfurt/Main |

## Die deutschen Olympiateilnehmer und ihre Bundesliga-Clubs
| Gewicht  | Olympische Spiele | Name            | Verein bei Olympia                  | Bundesligaklubs |
| -------- | ----------------- | --------------- | ----------------------------------- | --- |
| 48 kg    | 1992              | Jan Quast       | TSV Bayer 04 Leverkusen             | 1. Bundesliga: (BSK Ahlen (1990/91), Bayer 04 Leverkusen (1991–1994), BR Brandenburg (1994–1996), KG BR Brandenburg/Berlin (1996/97), Schweriner SC(1997–1999)); Oberliga: (PSV Rostock (2002–2004))                               |
| 51 kg    | 1992              | Mario Loch      | SSV Gera                            | 2. Bundesliga: (SSV Gera (1990–1993)); Oberliga: (BR Hanau (1995/96)) |
| 51 kg    | 1996              | Zoltan Lunka    | KSV Schriesheim                     | 1. Bundesliga: (SV Halle (1992–1995), BC Esslingen (1996)); Oberliga: (Bavaria Landshut (1991/92)) |
| 51 kg    | 2000              | Vardan Zakarjan | BC Flensburg                        | 1. Bundesliga: (BC Flensburg (1994–1997), Velberter BC 1922 (2002–2005)); 2. Bundesliga: (KG Hamburg/Flensburg (1999–2001), Velberter BC 1922 (2001/02)); Oberliga: (BC Flensburg (1997–1999))                                     |
| 51/54 kg | 2004 & 2008       | Rustam Rahimov  | Velberter BC 1922 & KSV Schriesheim | 1. Bundesliga: (BC Esslingen (1996/97), 1. BC Magdeburg (1999/00), Bayer 04 Leverkusen (2000–2002), Velberter BC 1922 (2003–2010)); 2. Bundesliga: (BC Esslingen (1995/96), BC Eichstätt (1997/98), Bayer 04 Leverkusen (1998/99)) |
| 54 kg    | 1992              | Dieter Berg     | Schweriner SC                       | 1. Bundesliga: (Schweriner SC (1990–1994)) |
| 57 kg    | 1992              | Andreas Tews    | Schweriner SC                       | 1. Bundesliga: (Schweriner SC (1990–1993)) |
| 57 kg    | 1996 & 2000       | Falk Huste      | BR Frankfurt/Oder                   | 1. Bundesliga: (BR Brandenburg 1 (1990–1992), BR Brandenburg 1 (1993–1996), KG BR Brandenburg/Berlin (1996/97), UBV Schwedt (1997–2000)); Oberliga: (BR Brandenburg 2 (1992/93))                                                   |
| 57 kg    | 2004              | Vitali Tajbert  | Velberter BC 1922                   | 1. Bundesliga: (Velberter BC (2002–2005)); 2. Bundesliga: (Velberter BC (1999–2002)) |